# Werner Bergengruen
Werner Bergengruen (n. 16 septembrie 1892, Riga, Imperiul Rus – d. 4 septembrie 1964, Baden-Baden, Republica Federală Germania, Germania) a fost un scriitor german.

## Opera
- 1923: Legea lui Atum ("Das Gesetz des Atum");
- 1927: Imperiul în ruine ("Das Kaiserreich in Trümmern");
- 1930: Ducele Carol Temerarul ("Herzog Karl der Kühne");
- 1930: Călugărul nebun ("Der tolle Mönch");
- 1930: Capri ("Capri");
- 1930: Săptămâna din labirint ("Die Woche im Labyrinth");
- 1931: Condeiul de aur ("Der goldene Griffel");
- 1932: Copacul călător ("Der Wanderbaum");
- 1933: Proba de foc ("Die Feuerprobe");
- 1934: Călătorie germană ("Deutsche Reise");
- 1935: Tiranul și judecata ("Das Großtyrann und das Gericht"); Traducător: Mariana Săsărman. Despre Italia renascentistă.[11]
- 1936: Trandafirul din Ierihon ("Die Rose von Jericho");
- 1937: Cei trei șoimi ("Die drei Falken");
- 1938: Fructul ascuns ("Die verborgene Frucht");
- 1939: E.T.A. Hoffmann ("E.T.A. Hoffmann");
- 1940: În cer ca pe pământ ("Am Himmel wie auf Erden");
- 1942: Povestea căutătorilor de comori ("Schatzgräbergeschichte");
- 1946: Blesteme și binecuvântări ("Zauber- und Segenssprüche");
- 1946: Trandafirul sultanului ("Die Sultansrose");
- 1949: Semnul focului ("Das Feuerzeichen");
- 1949: Diavolul din palatul de iarnă ("Der Teufel im Winterpalais");
- 1952: Ultimul căpitan de cavalerie ("Der letzte Rittmeister");
- 1954: Nevasta căpitanului de cavalerie ("Die Rittmeisterin");
- 1962: A treia cunună ("Der dritte Kranz");
- 1937: Împăratul etern ("Der ewige Kaiser");
- 1945: Dies irae ("Dies irae");
- 1952: Elegie lombardică ("Lombardische Elegie");
- 1952: Știri despre pasărea Phoenix ("Nachricht vom Vogel Phönix");
- 1952: Secretul rămâne ("Das Geheimnis verbleibt");
- 1955: Gemenii din Franța ("Die Zwillinge aus Frankreich");
- 1959: Furie, timp și veșnicie ("Zorn, Zeit und Ewigkeit").